# 皮奇奥查德
皮奇奥查德（英語：Peach Orchard）是一個位於美國阿肯色州克萊縣的城市。

## 地理
皮奇奥查德的座標為36°16′47″N 90°39′50″W / 36.27972°N 90.66389°W，而該地的平均海拔高度為87米（即285英尺）。

## 人口
根據2020年美國人口普查的數據，皮奇奥查德的面積為2.67平方千米，當中陸地面積為2.67平方千米，而水域面積為0.00平方千米。當地共有人口105人，而人口密度為每平方千米39人。